# Osvaldo Miranda
Osvaldo Isaías Mathon Miranda (3 de novembro de 1915 - 20 de abril de 2011) foi um ator argentino.